# Stratiomys barca
Stratiomys barca är en tvåvingeart som beskrevs av Walker 1849. Stratiomys barca ingår i släktet Stratiomys och familjen vapenflugor. Inga underarter finns listade i Catalogue of Life.